# خانه تیمورخان
خانه تیمورخان مربوط به دوره قاجار است و در شهرستان کرمان، روستای قناتغستان، بلوار اصلی روستا روبرو مسجد جامع واقع شده و این اثر در تاریخ ۲۴ اسفند ۱۳۸۳ با شمارهٔ ثبت ۱۱۶۰۹ به‌عنوان یکی از آثار ملی ایران به ثبت رسیده است.

## نگارخانه

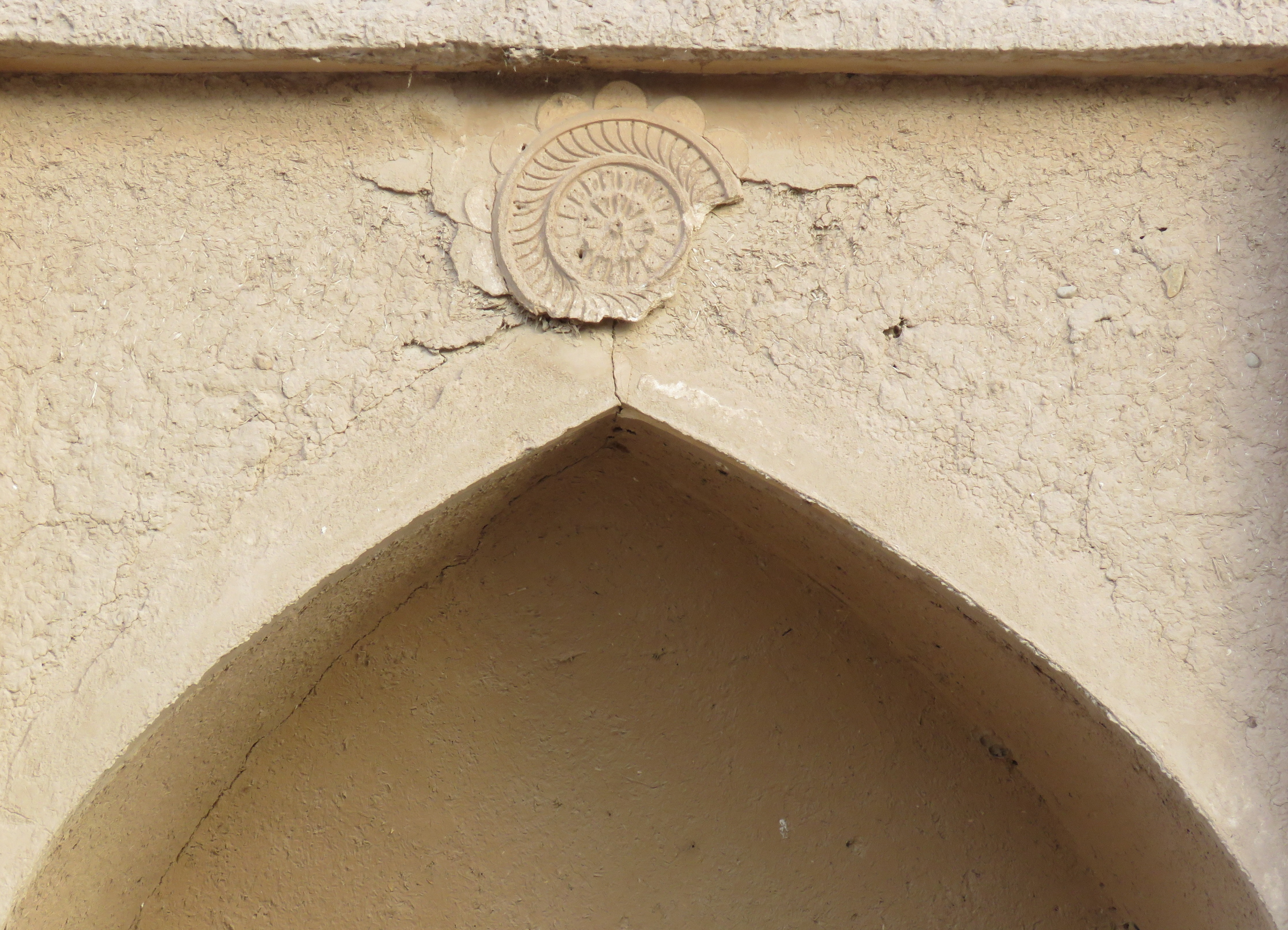
گچ بری
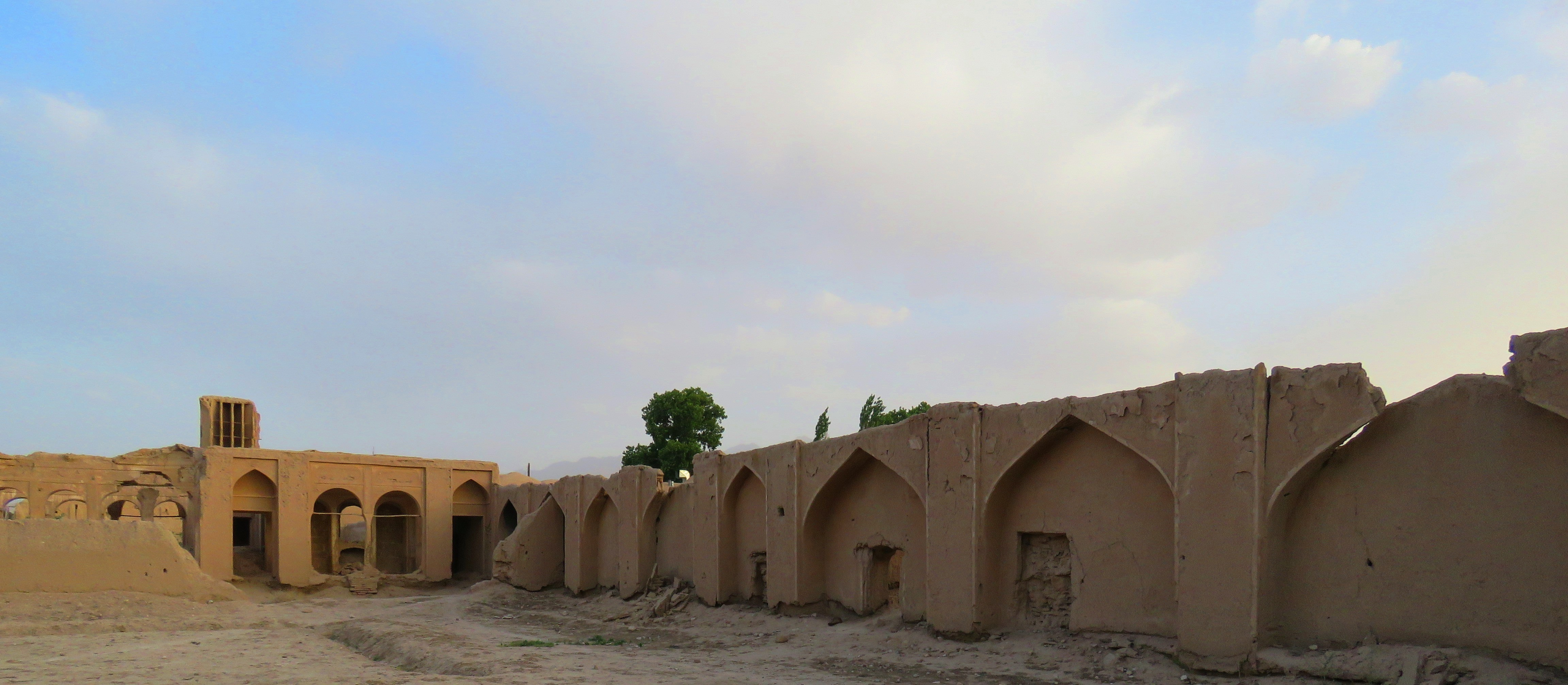
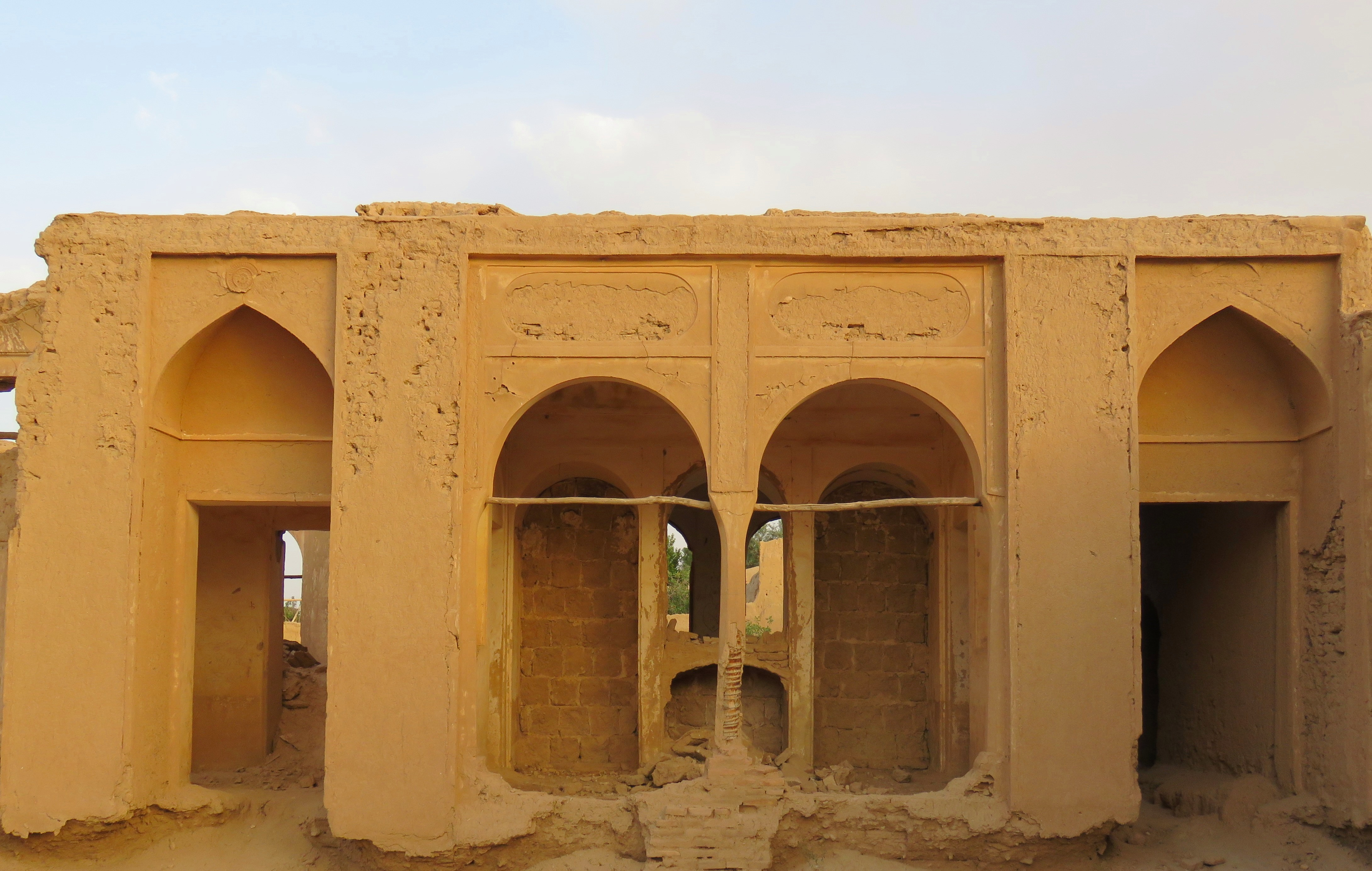
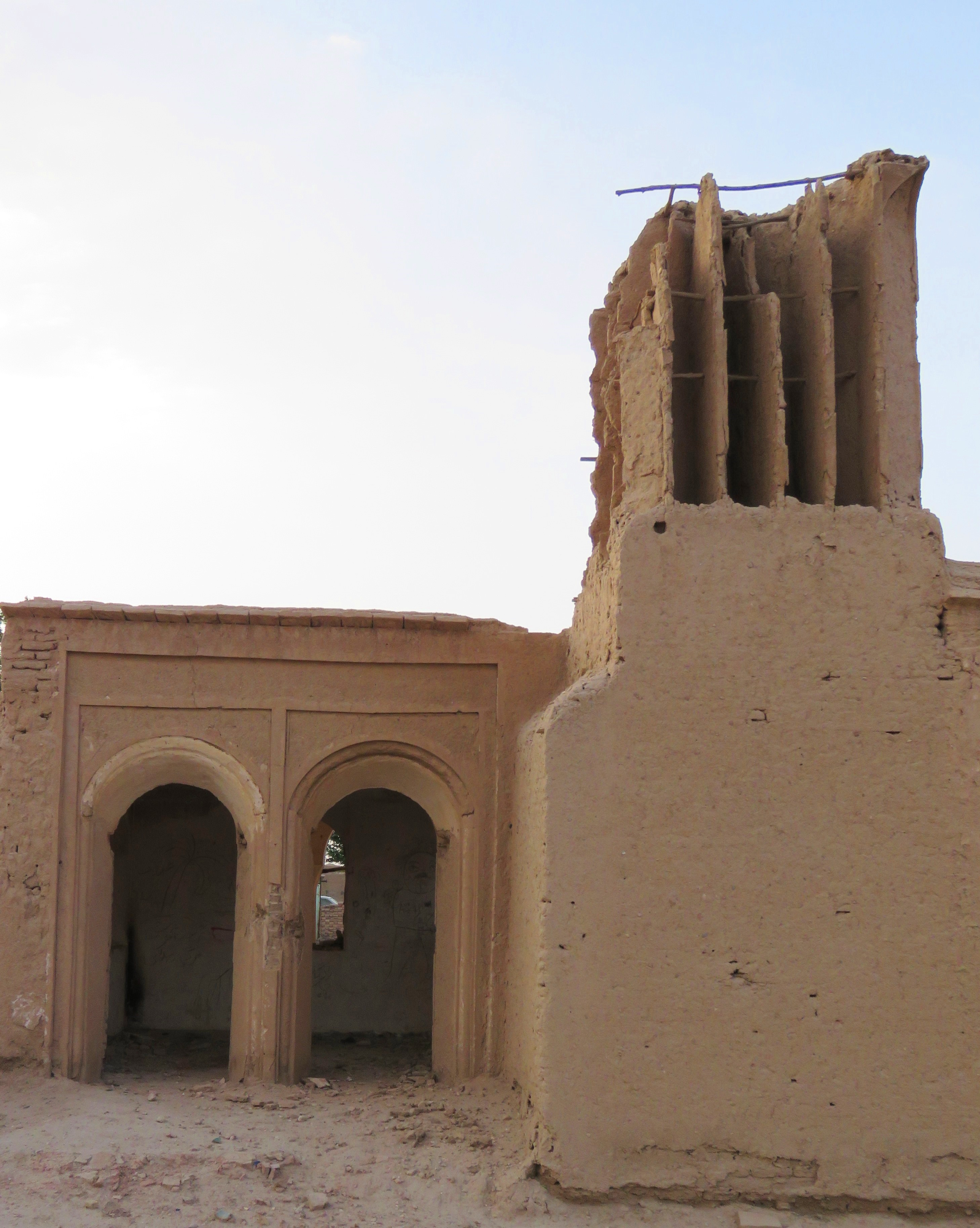